# Pieve di Nerviano
La pieve di Nerviano o pieve di Santo Stefano di Nerviano (in latino: Plebis Nervianensis o Plebis Sancti Stephani Nervianensis) era il nome di un'antica pieve dell'arcidiocesi di Milano e del Ducato di Milano con capoluogo Nerviano.
Il patrono di Nerviano era santo Stefano protomartire, la cui festa viene celebrata ancora oggi a Nerviano il 26 dicembre. Fin dai tempi antichi, ciascuna parrocchia appartenente alla pieve ebbe tuttavia una propria intitolazione patronale, indipendente da quella di Nerviano; tali intitolazioni sono in genere conservate anche attualmente.

## Storia

### Le origini della pieve
La pieve di Nerviano viene citata a partire dal XII secolo, con la menzione di un sacerdote a capo di essa con il titolo di praepositus (prevosto). A partire dal XIII secolo Goffredo da Bussero, autore del Liber notitiae sanctorum Mediolani ci fornisce dati censitari schematici: la pieve di Nerviano comprendeva i comuni di Caronno, Cornaredo, San Pietro all'Olmo, Lainate, Barbaiana, Passirana, Garbatola, Origgio, Pogliano, Pregnana, Rho, Castellazzo, Lucernate, Saronno, Vanzago, Mantegazza, Monzoro, frazione di Cusago. La struttura ecclesiastica diventò nel frattempo il modello per una coestensiva struttura amministrativa secolare e laica nella quella si articolava la Provincia del Ducato di Milano. Il capoluogo doveva contribuire alla manutenzione della strada di Rho, com’era chiamata nel medioevo l’attuale strada del Sempione e antica via Mediolanum-Verbannus.
Nel XIII secolo da questa pieve dipendevano 30 parrocchie che col tempo sono andate riducendosi a 18.

### I secoli XVII e XVIII secolo: apogeo e fine della pieve civile
Dopo il Concilio di Trento andò diffondendosi la tradizione vicariale che operava per conto dell'arcivescovo e come è evidente questa ulteriore riforma fece perdere regioni d'influenza alla pieve nervianese, tanto che Rho si istituì in vicariato foraneo. Tali modificazioni non furono tuttavia mai riconosciute a livello civile, mantenendo a tali fini Rho nelle pieve nervianese.
Nel 1721 anche la parrocchia di Saronno, il cui abitato era demograficamente esploso, ottenne una parziale autonomia come vicariato foraneo in luogo. Si staccherà poi definitivamente nel 1905.
Dalla relazione della visita del cardinale Giuseppe Pozzobonelli del 1760, apprendiamo che in quest'epoca, la pieve di Nerviano comprendeva entro i propri confini comunali le seguenti chiese: l'oratorio di San Carlo (oggi non più esistente), l'oratorio della Concezione della Beata Vergine Maria (oggi chiamato Colorina), l'oratorio dell'Annunciazione della Beata Vergine Maria (oggi detto Rotondina), la chiesa di Sant'Ilario (oggi esistente), la chiesa di San Gregorio al Lazzaretto (oggi semplicemente detta Lazzaretto), la chiesa dei Santi Giuseppe ed Anna in Cantone (oggi esistente), la chiesa di San Francesco di Garbatola (esistente)e la chiesa della Beata Vergine Maria Assunta in cielo a Villanova (esistente), oltre all'oratorio rurale di Cassina del Pe' (oggi altra chiesa).
Nel 1797 le truppe francesi conquistarono la Lombardia importandovi la rivoluzione giacobina. Le strutture delle pievi non potevano essere accettate dalle illuministiche e laiche idee del nuovo governo, e le pievi vennero sostituite da brevi ed effimeri distretti.

### Fine della pieve ecclesiastica
Nel 1972, con il sinodo diocesano indetto dal cardinale Giovanni Colombo, arcivescovo di Milano, la pieve di Nerviano venne abolita e la città venne compresa nel decanato di Rho e quindi nella zona pastorale IV. Il territorio della antica pieve di Nerviano, comprese le recenti parrocchie di Pertusella (1899), di Garbatola (1919) e di Mantegazza (1950), è attualmente per lo più incluso nel Decanato Villoresi.
La pieve di Nerviano è oggi dunque ridotta a parrocchia, tuttavia conserva ancora alcune peculiarità esteriori. Il parroco assume per consuetudine il titolo di prevosto. Nella celebrazione di inizio del ministero parrocchiale, il prevosto fa il suo ingresso in chiesa con gli abiti prepositurali, indossa pertanto il rocchetto con maniche rosse e la cappa magna paonazza, portando inoltre con sé la ferula. Tali insegne possono essere utilizzate anche per altre occasioni di particolare rilevanza e durante la santa Messa il prevosto può indossare un camice con maniche rosse.

## La chiesa capopieve
La chiesa di Santo Stefano protomartire di Nerviano fu costruita nel XII secolo in stile romanico, probabilmente su un edificio precedente, anteriore all'anno 1000, i cui resti sono stati rinvenuti in scavi condotti all'interno della chiesa.
Nel 1593 l'originario campanile romanico, danneggiato nel corso di una tempesta, venne interamente ricostruito in stile rinascimentale.
La chiesa romanica è testimoniata dai disegni eseguiti dall'architetto che si occupò della demolizione dello stabile: si trattava di un edificio a tre navate, in stile romanico lombardo, molto rimaneggiato nel corso dei secoli. All'interno si trovavano anche una sacrestia, quattro cappelle laterali e due più piccole affiancate all'altare, oltre ad un fonte battesimale.
In un rilievo del 1830, la struttura era definita già fatiscente e nel 1834 la volta presentava profonde crepe.
L'edificio venne completamente ricostruito ad eccezione del campanile rinascimentale che venne mantenuto,  a partire dal 1834-1835, recuperando alcuni elementi dalla chiesa romanica (capitelli oggi collocati sulla facciata della casa del prevosto). Sotto la pavimentazione della chiesa venne inoltre ritrovato un cimitero altomedioevale. Altri resti della struttura precedente sono emersi da altri scavi realizzati nel 2003 (colonna con base e capitello decorati).
Con la ricostruzione la chiesa venne inoltre spostata più ad est, e per l'ampliamento fu necessario acquistare nuovi terreni. Il nuovo edificio fu realizzato in stile neoclassico. Alla conclusione dei lavori, il 5 settembre 1841, la nuova chiesa fu benedetta in un primo tempo dal prevosto Montoli alla presenza di tutti i canonici del capitolo della pieve, mentre venne consacrata ufficialmente solo il 29 luglio 1899 dal prevosto Tommaso Castiglioni (già prevosto di Luino, giunto a Nerviano nel 1895) e dall'arcivescovo milanese, il cardinale Andrea Carlo Ferrari.

## Territorio
Nella seconda metà del XVIII secolo, il territorio della pieve era così suddiviso:
| Pieve civile                                            | Pieve ecclesiastica                              |
| Comune di Nerviano Comune di Garbatola                  | Parrocchia prepositurale di Santo Stefano        |
| Comune di Barbajana                                     | Parrocchia di San Bernardo                       |
| Comune di Caronno                                       | Parrocchia di Santa Margherita vergine e martire |
| Comune di Cornaredo                                     | --                                               |
| Comune di Lainate                                       | Parrocchia di San Vittore martire                |
| Comune di Monzoro                                       | --                                               |
| Comune di Origgio                                       | Parrocchia di Santa Maria Immacolata             |
| Comune di Passirana                                     | --                                               |
| Comune di Poliano                                       | Parrocchia dei Santi Pietro e Paolo              |
| Comune di Pregnana                                      | --                                               |
| Comune di Rho Comune di Castellazzo Comune di Lucernate | --                                               |
| Comune di Saronno                                       | Parrocchia dei Santi Pietro e Paolo              |
| Comune di Vanzago Comune di Mantegazza                  | Parrocchia dei Santi Ippolito e Cassiano         |